# Salvatore Maira
Salvatore Maira (San Cataldo, 20 de setembre de 1947) és un director de cinema italià.

## Biografia
Estudiós de literatura contemporània (llicenciat en lletres per la Facultat de Lletres i Filosofia, i investigador en Literatura italiana a la Universitat de Roma) va treballar en una editorial del 1974 al 1977, després va debutar com a director amb un telefilm giallo per a RAI . El 1978 va ser el creador i coguionista d'una minisèrie de cinc parts basada en les històries policials de Don Isidro Parodi escrites el 1942 per Jorge Luis Borges i Adolfo Bioy Casares.
El 1999 va dirigir Amor nello specchio, basat en la comèdia de Giovan Battista Andreini, de la qual n'havia editat una edició crítica.
En els darrers anys també ha participat en les activitats de la Fondazione Cinema nel presente (creada per Citto Maselli), participant en pel·lícules col·lectives com la dels esdeveniments del G8 a Gènova i dirigint un documental sobre l'enfonsament de l'escola de San Giuliano di Puglia (on van morir 27 nens i un mestre) causat pel terratrèmol de Molise de 2002.
La seva pel·lícula més recent Valzer, rodada amb un pla seqüència, va guanyar el premi Pasinetti a la millor actriu per a la intèrpret principal Valeria Solarino (i una menció especial a la mateixa Maira) amb motiu de la 64a Mostra Internacional de Cinema de Venècia.

## Filmografia
- Colpo di scena: ovvero inganni del palcoscenico (1977)
- Favoriti e vincenti (1983)
- Riflessi in un cielo scuro (1991)
- Donne in un giorno di festa (1993)
- L'abito da sposa (1994)
- 10.000 muli per la Grecia (1994)
- Amor nello specchio (1999)
- Un altro mondo è possibile, documental collectiu (2001)
- La primavera del 2002. L'Italia protesta l'Italia si ferma, documental (2002)
- Firenze, il nostro domani, documental (2003)
- Le donne di San Giuliano, documental (2004)
- Valzer (2007)

## Premis
A la XII edició de la Mostra de València va rebre una menció a la millor interpretació (Françoise Fabian i Anna Kanakis) per Riflessi in un cielo scuro